# Mathieu Bastareaud
Pour les articles homonymes, voir Bastareaud.

a Compétitions nationales et continentales officielles uniquement.

b Matchs officiels uniquement.
Dernière mise à jour le 31 mai 2023.
Mathieu Bastareaud, né le 17 septembre 1988 à Créteil (Val-de-Marne), est un joueur international français de rugby à XV, évoluant au poste de centre.
Formé au RC Massy et au Stade français, il passe huit saisons au Rugby club toulonnais avec qui il remporte trois Coupe d'Europe en 2013, 2014 et 2015 et un championnat de France en 2014. À partir de 2019, il est repositionné au poste de troisième ligne centre avec le Lyon olympique universitaire pour une saison. En 2020, il part pour les États-Unis où il joue pour le Rugby United New York, avant de revenir à Lyon. Il revient à Toulon l'année suivante où il termine sa carrière à l'issue de la saison 2022-2023. Il remporte la Challenge Cup lors de cette saison. 
Il remporte le Tournoi des Six Nations 2010 et participe à la Coupe du monde 2015 avec l'équipe de France.

## Biographie

### Ses débuts
D'ascendance guadeloupéenne, Mathieu Bastareaud est formé au Rugby Créteil-Choisy dans le Val-de-Marne ainsi que dans le pôle espoir du lycée Lakanal (Sceaux). Il évolue ensuite au RC Massy Essonne en Fédérale 1 où il joue notamment avec Michel Denêtre et Sidney Galopin.
Très proche des jeunes, il est le parrain de la section sportive rugby du collège Georges Braque de Paris qui a vu éclore quelques joueurs devenus professionnels et internationaux, tels Wesley Fofana et Félix Le Bourhis.

### En professionnel
À la fin de la saison 2006-2007, il signe un contrat avec le Stade français Paris pour l'année suivante. À l'occasion de la tournée estivale 2007 en Nouvelle-Zélande, il est appelé par Bernard Laporte à 18 ans, sans avoir jamais disputé un match de championnat professionnel. Blessé au genou, il est contraint de déclarer forfait.

« C'est un garçon qui a de l'avenir, on a envie de le voir. Il a la maturité d'un gars de 25 ans et toutes les qualités pour jouer au niveau pro. »

— Bernard Laporte, dans L'Équipe, le 14 mai 2007
Il n'est pas retenu pour la Coupe du monde 2007 et joue environ la moitié des matchs du Stade français lors de la saison 2007-2008 au poste de centre Durant cette même saison, il est appelé en équipe de France des moins de 20 ans pour participer au Championnat du monde junior 2008. L'année suivante, il est titulaire en club et est appelé par Marc Lièvremont pour le match France-pays de Galles lors du Tournoi des six nations 2009 en remplacement de Maxime Mermoz, blessé. Sa prestation lui permet d'être à nouveau titulaire pour le match suivant contre l'Angleterre puis il remplacera Florian Fritz lors du dernier match face à l'Italie.

### Polémique en Nouvelle-Zélande
Après la défaite du Stade français en demi-finale du championnat de France face à l'USAP, il est sélectionné pour la tournée d'été 2009 en Nouvelle-Zélande et en Australie. Titulaire lors de la victoire à Dunedin, il est remplaçant à Wellington le 20 juin mais n'entre pas en jeu. Le lendemain, il prétend avoir été agressé dans la nuit par des Néo-Zélandais et rentre en France. Après que le premier ministre néo-zélandais, John Key, a présenté ses excuses à l'équipe de France et que la police locale a ouvert une enquête, Bastareaud revient sur ses accusations le 25 juin. L'affaire prend alors une tournure politique et le Premier ministre français François Fillon envoie à son tour, le 30 juin, ses excuses à son homologue néo-zélandais. Le 29 juin 2009, Mathieu Bastareaud est hospitalisé pour de « graves troubles psychologiques ». Entre-temps, la fédération néo-zélandaise de rugby à XV envoie ce communiqué : « La Fédération néo-zélandaise de rugby a été scandalisée par la révélation selon laquelle le centre français Mathieu Bastareaud avait inventé de toutes pièces cette histoire d'agression », en mettant en avant la « publicité négative faite à la Nouvelle-Zélande et à la ville de Wellington »,.

### Retour à la compétition

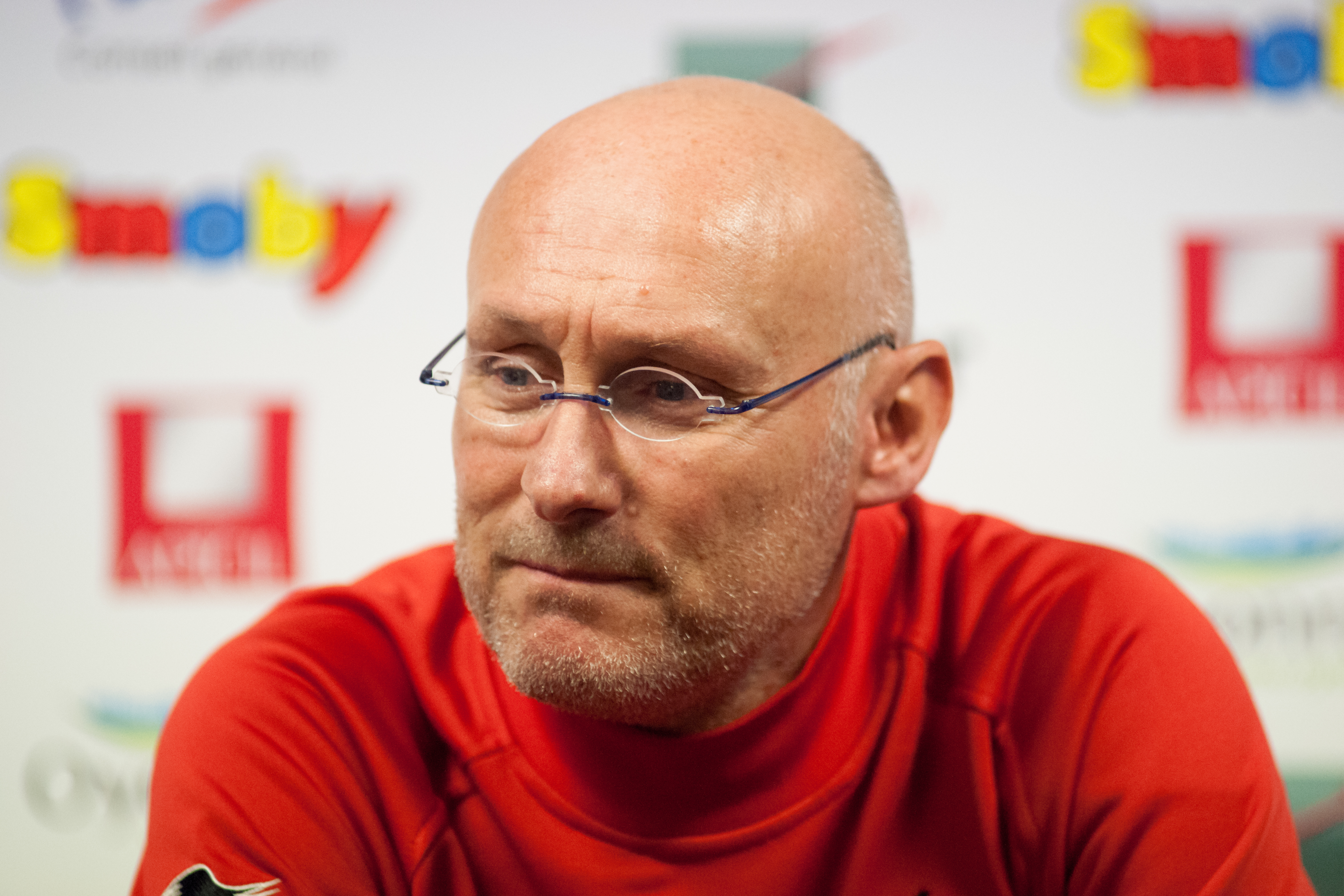
Bernard Laporte, ici en 2014, est le manager de Mathieu Bastareaud à Toulon de 2011 à 2016.

Il fait son retour à la compétition en Top 14 le 14 août face au RC Toulon. En septembre 2009, il est suspendu pour trois mois par la Fédération française de rugby, cette sanction est ramenée à l'obligation d'accomplir 18 activités d'intérêt général. Il n'est donc pas sélectionné pour la tournée d'automne en novembre 2009. Il fait son retour en équipe de France en remportant le Tournoi des six nations 2010 y compris le Grand chelem, le premier de sa carrière. Il marque même deux essais lors du premier match face à l'Écosse.

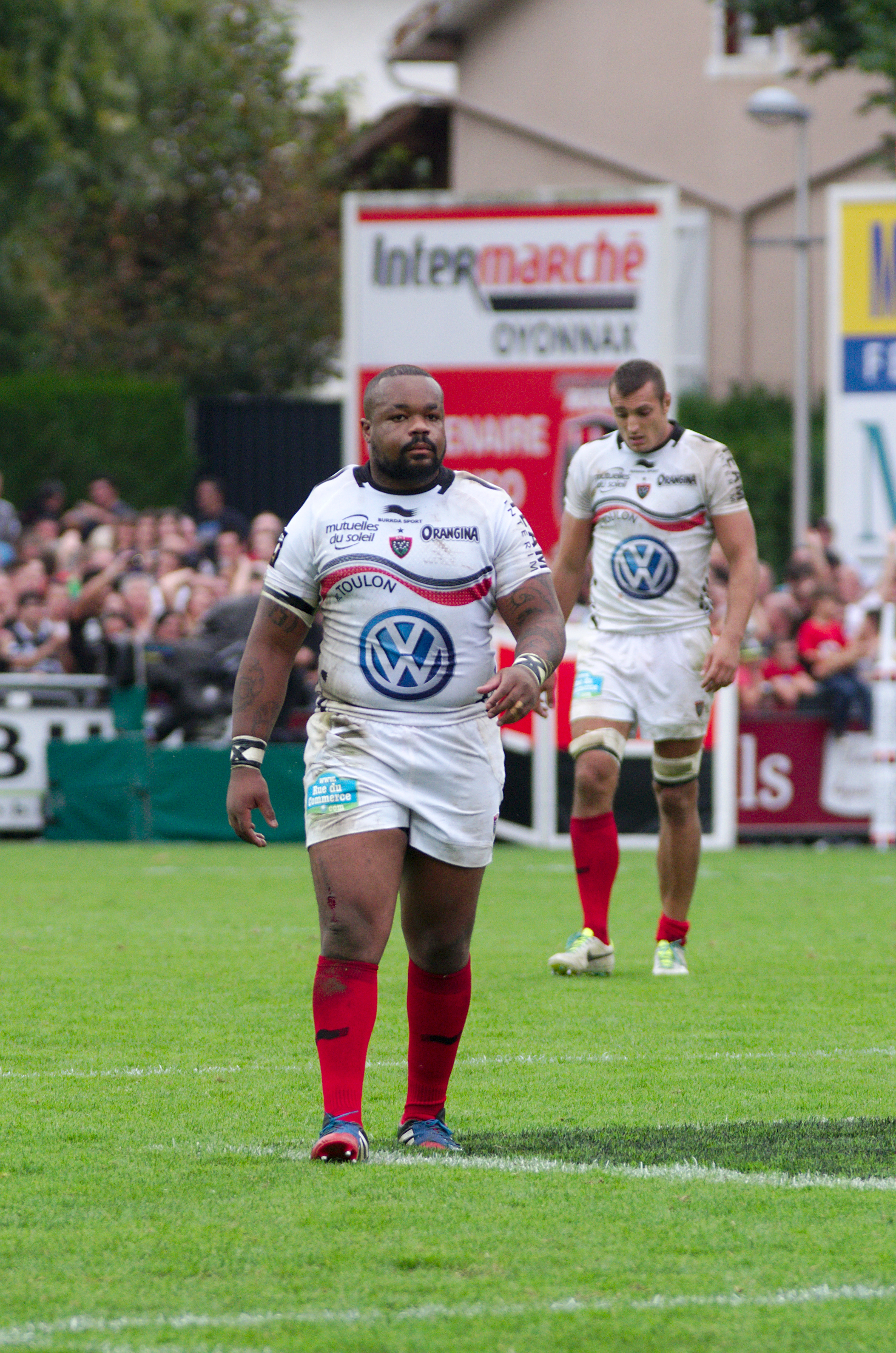
Mathieu Bastareaud avec le RC Toulon le 28 9 2013.

En novembre 2010, il est invité avec les Barbarians français pour jouer un match contre les Tonga au Stade des Alpes à Grenoble. Ce match est aussi le jubilé de Jean-Baptiste Elissalde. Les Baa-Baas s'inclinent 27 à 28.
Il n'est pas sélectionné par Marc Lièvremont pour la tournée d'automne 2010 ni pour le Tournoi des six nations 2011, ni pour la Coupe du monde. Il quitte alors son club pour le RC Toulon.
Il ne fait pas non plus partie des 33 joueurs sélectionnés par Philippe Saint-André pour la tournée d'automne 2012. Il revient pour le Tournoi 2013, et il est retenu pour la tournée de juin en Nouvelle-Zélande. À la suite de ce retour, il est fréquemment aligné au centre de l'attaque tricolore, aux côtés de Wesley Fofana, notamment dans les Tournois des Six nations 2014 et 2015. Il joue alors sa première Coupe du monde, qu'il aborde comme titulaire. Il est toutefois écarté au bénéfice d'Alexandre Dumoulin pour le 1/4 de finale perdu face à la Nouvelle Zélande.
Il n'entre pas dans les plans de Guy Novès, successeur de Philippe Saint-André. A son arrivée à Toulon, en 2017, Fabien Galthié, nouvel entraîneur, lui confie le brassard de capitaine. Ce palier franchi, ainsi que l'élection de son ancien entraîneur, Bernard Laporte, à la présidence de la Fédération française de rugby, environnent son retour en équipe de France. Guy Novès l'aligne en effet contre la Nouvelle Zélande et l'Afrique du Sud, aux côtés d'un néophyte, Geoffrey Doumayrou. À la suite de mauvais résultats, le sélectionneur est licencié.
Son successeur Jacques Brunel le sélectionne pour le Tournoi des Six Nations 2018. Il est cependant suspendu dans un premier temps à la suite de propos insultants à l'encontre de Sebastian Negri lors d'un match contre Trévise, et ne peut être aligné que dès le troisième match, contre l'Italie. Il s'impose alors comme un leader naturel aux côtés de Doumayrou. À la suite du forfait de Guilhem Guirado, il est nommé capitaine de l'équipe pour le dernier match, contre le pays de Galles.
Non sélectionné par Jacques Brunel pour la Coupe du monde 2019 au Japon, il décide de mettre fin à sa carrière internationale le 19 juin 2019. Il choisit aussi de quitter le RC Toulon pour rejoindre le Lyon olympique universitaire rugby en tant que Joker Coupe du monde, avant de rejoindre le Rugby United New York en Major League Rugby en fin d'année comme prévu avant sa non-sélection. Il accepte alors le défi proposé par l'entraîneur lyonnais, Pierre Mignoni, qu'il a connu à Toulon, de le repositionner au poste de troisième ligne centre.
Le 18 avril 2020, il annonce son retour au LOU Rugby pour les deux prochaines saisons, après son expérience écourtée, à New York, en raison de la pandémie de Covid-19.
Après avoir joué deux matchs,  il se blesse gravement aux deux genoux, en novembre 2021, et après une longue rééducation, il annonce mettre fin à son contrat en juin 2022,.
Dans l'espoir de pouvoir continuer sa carrière, il suit alors son manager Pierre Mignoni au RC Toulon, où il participe aux entraînements au début de la saison 2022-2023,. Sa signature est officialisée le 15 septembre, en amont de la 3e journée de championnat.
En novembre 2022, il est appelé avec les Barbarians français, dans un groupe de 23 joueurs, pour affronter les Fidji au Stade Pierre-Mauroy.
Il dispute 20 rencontres en 2022-2023, dont neuf en tant que titulaire, avant de mettre un terme à sa carrière. En 2023, il intègre l'encadrement de l'équipe du RCT en tant que Team Manager, chargé d'accompagner les entraîneurs et de gérer le lien entre l'équipe et les services administratifs du club, les sponsors ou les organisateurs de compétitions.

### Famille
Mathieu Bastareaud est le cousin du footballeur William Gallas. Son frère Lenny a également joué au rugby au Rugby Créteil-Choisy, club des débuts de Mathieu.
Le 23 juin 2019, sa femme Aurélie met au monde un garçon, prénommé Lymah.

## Style
Mathieu Bastareaud est connu pour sa puissance physique due à un fort gabarit pour un centre (1,85 m, pour plus de 125 kg). Son autre grande qualité est sa capacité à contester, à « gratter » le ballon dans les regroupements, à la manière d'un avant. Il est néanmoins critiqué pour son jeu trop physique et basé sur la percussion et ses difficultés à passer le ballon après contact. Ses qualités lui permettent d'être repositionné en troisième ligne centre en fin de carrière.

## Carrière

### En club
- Rugby Créteil-Choisy
- Jusqu'en 2007 : RC Massy
- 2007-2011 : Stade français Paris
- 2011-2019 : Rugby club toulonnais
- Juillet à novembre 2019 : Lyon olympique universitaire rugby
- Février à mars 2020 : Rugby United New York
- 2020-2022 : Lyon olympique universitaire rugby
- 2022-2023 : Rugby club toulonnais

### En sélection nationale
- Équipe de France -18 ans
- 2006-2007 : Équipe de France -19 ans
- 2008 : Équipe de France -20 ans
- 2009-2019 : Équipe de France
- Novembre 2010 : Barbarians français

## Statistiques et palmarès

### En club
Mathieu Bastareaud remporte à trois reprises la Coupe d'Europe avec le Rugby club toulonnais, en 2013 face à l'ASM Clermont Auvergne le 18 mai 2013, il est élu homme du match, en 2014 face aux Saracens et 2015, de nouveau face à Clermont. Il est également finaliste à deux reprises du Challenge européen, en 2011 avec le Stade français face aux Harlequins, puis en 2012 avec Toulon, face au Biarritz olympique. Il remporte finalement la Challenge Cup en 2023 avec Toulon face aux Glasgow Warriors.
En Championnat de France, il remporte le titre en 2014 avec le RC Toulon face au Castres olympique. Il a auparavant été finaliste à deux reprises, en 2012, battu avec Toulon par le Stade toulousain et en 2013, toujours avec Toulon face à Castres. Il perd deux nouvelles finales de championnat en 2016, au Camp Nou, face au Racing 92, puis en 2017 face à l'ASM Clermont.

### En sélection nationale
Avec le XV de France Mathieu Bastareaud remporte le Tournoi des Six Nations 2010 où il réalise le Grand Chelem.
Au 23 juin 2018, Mathieu Bastareaud compte 47 sélections avec l'équipe de France, dont 31 en tant que titulaire, inscrivant 20 points, quatre essais. Il obtient sa première sélection le 27 février 2009 au Stade de France lors du match face au pays de Galles au terme il sera élu homme du match. Il compte 3 sélections en tant que capitaine.
Il participe à sept Tournois des Six Nations, en 2009, 2010, 2013, 2014, 2015, 2018 et 2019. Il compte 27 sélections dans le tournoi et inscrit trois essais.
Il participe à une édition de la coupe du monde, en 2015, où il joue quatre rencontres, contre l'Italie, le Canada, l'Irlande et la Nouvelle-Zélande
Avant ses sélections avec l'équipe de France, Mathieu Bastareaud porte le maillot bleu avec d'autres sélections. Il joue ainsi avec l'équipe de France des moins de 18 ans, puis celle des moins de 19, disputant le championnat du monde junior lors des éditions 2006 à Dubaï, cinq rencontres (Afrique du Sud, Irlande, Argentine, Australie, Angleterre), et 2007 en Irlande, cinq matchs (Écosse, Afrique du Sud, Australie, Samoa, Angleterre) où il inscrit trois essais. Avec l'Équipe de France des moins de 20 ans, il participe au Championnat du monde 2008 au pays de Galles, obtenant quatre sélections (Japon, Italie, Argentine, Australie), et inscrivant un essai.
| Essai | Adversaire     | Lieu              | Stade                   | Compétition                  | Date             | Résultat |
| ----- | -------------- | ----------------- | ----------------------- | ---------------------------- | ---------------- | -------- |
| 1     | Écosse         | Édimbourg, Écosse | Murrayfield Stadium     | Tournoi des Six Nations 2010 | 7 février 2010   | Victoire |
| 2     | Écosse         | Édimbourg, Écosse | Murrayfield Stadium     | Tournoi des Six Nations 2010 | 7 février 2010   | Victoire |
| 3     | Italie         | Rome, Italie      | Stade olympique de Rome | Tournoi des Six Nations 2015 | 15 mars 2015     | Victoire |
| 4     | Italie         | Marseille, France | Orange Vélodrome        | Tournoi des Six Nations 2018 | 3 février 2018   | Victoire |
| 5     | Afrique du Sud | Paris, France     | Stade de France         | Test match                   | 10 novembre 2018 | Défaite  |

#### Tournoi des Six Nations
| Édition          | Rang | Résultats France | Résultats Bastareaud | Matchs Bastareaud |
| ---------------- | ---- | ---------------- | -------------------- | ----------------- |
| Six Nations 2009 | 3    | 3 v, 0 n, 2 d    | 2 v, 0 n, 1 d        | 3/5               |
| Six Nations 2010 | 1    | 5 v, 0 n, 0 d    | 5 v, 0 n, 0 d        | 5/5               |
| Six Nations 2013 | 6    | 1 v, 1 n, 3 d    | 1 v, 1 n, 3 d        | 5/5               |
| Six Nations 2014 | 4    | 3 v, 0 n, 2 d    | 3 v, 0 n, 2 d        | 5/5               |
| Six Nations 2015 | 4    | 2 v, 0 n, 3 d    | 2 v, 0 n, 3 d        | 5/5               |
| Six Nations 2018 | 4    | 2 v, 0 n, 3 d    | 2 v, 0 n, 1 d        | 3/5               |
| Six Nations 2019 | 4    | 2 v, 0 n, 3 d    | 2 v, 0 n, 2 d        | 4/5               |

Légende : v = victoire ; n = match nul ; d = défaite ; la ligne est en gras quand il y a Grand Chelem.

#### Coupe du monde
| Édition         | Rang               | Résultats France | Résultats Bastareaud | Matchs Bastareaud |
| --------------- | ------------------ | ---------------- | -------------------- | ----------------- |
| Angleterre 2015 | Quart de finaliste | 3 v, 0 n, 2 d    | 2 v, 0 n, 2 d        | 4/5               |

Légende : v = victoire ; n = match nul ; d = défaite.

### Distinctions personnelles
- Oscars du Midi olympique :  Oscar d'Argent 2013
- Oscars du Midi olympique :  Oscar d'Or 2014
- Nuit du rugby 2018 : élu meilleur international pour la saison 2017-2018
- Oscars du Midi olympique :  Oscar d'Argent 2018[42]

## Publications
- Mathieu Bastareaud (préf. Jonny Wilkinson), Tête haute : Confessions d'un enfant terrible du rugby, Paris, Robert Laffont, 2015, 207 p. (ISBN 978-2-221-15791-6)